# آلو بخارا (خشکبار)

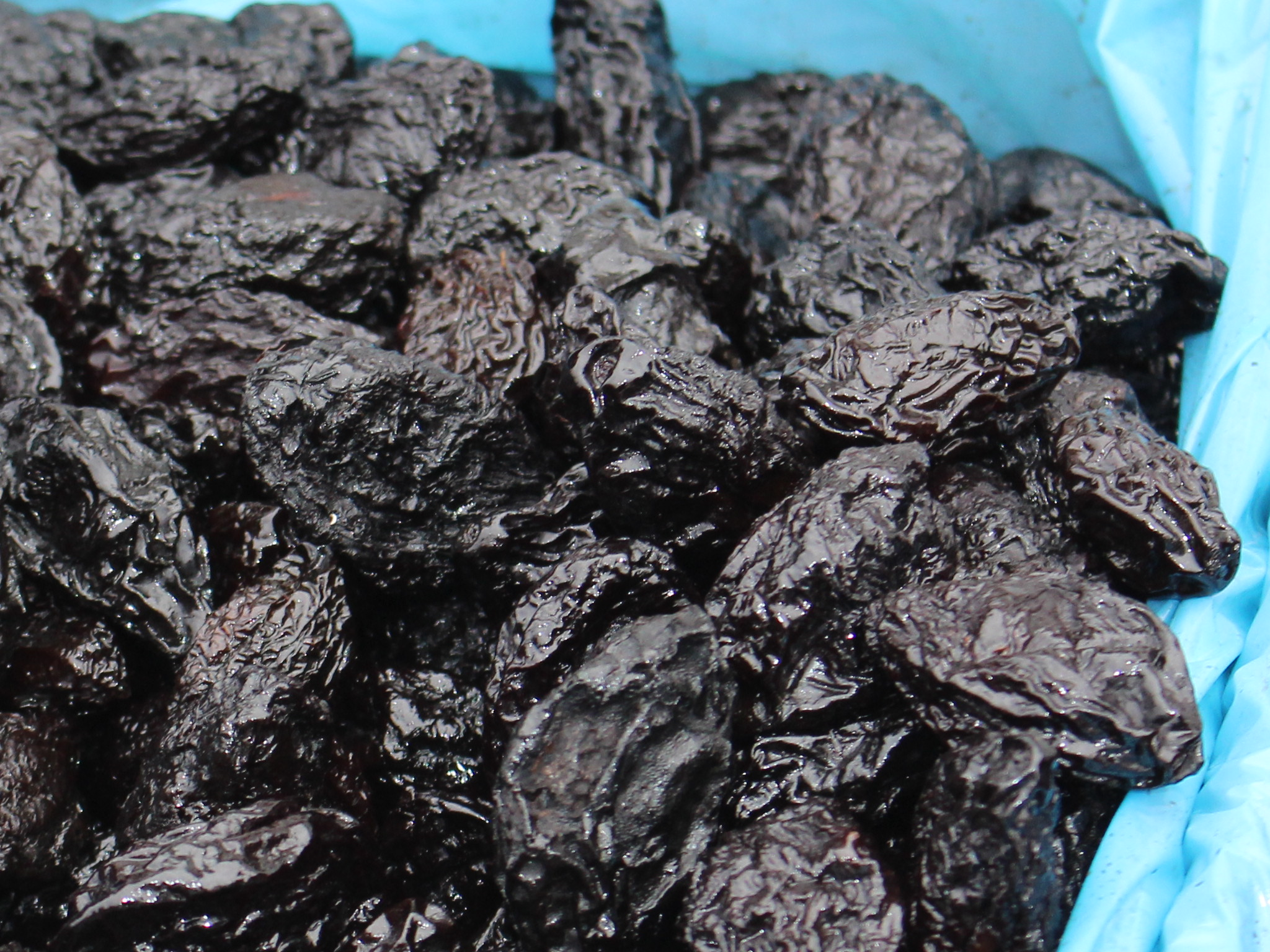
آلو بخارا

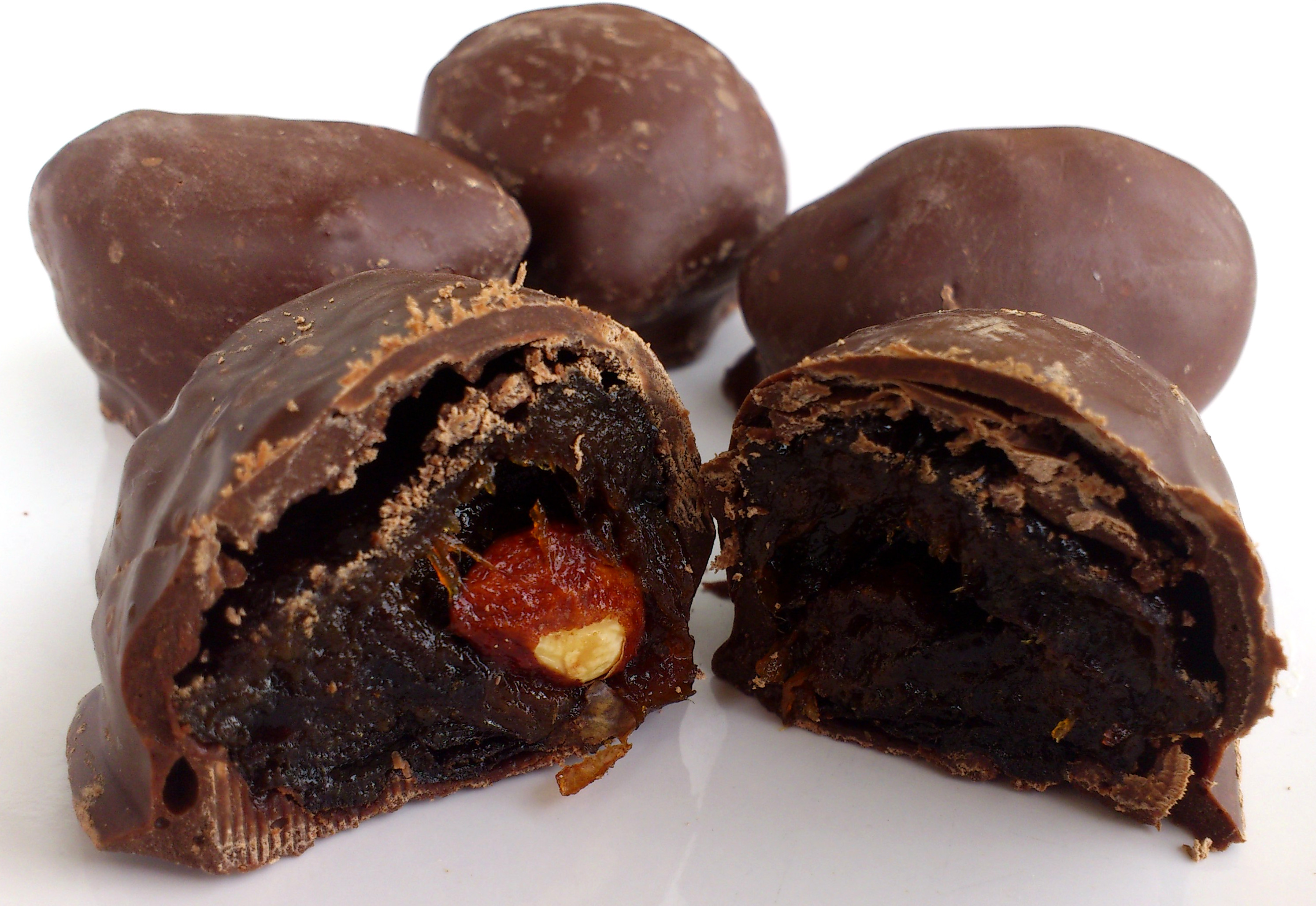
آلو بخارا پوشیده شده با شکلات

آلو بُخارا یکی از انواع خشکبار است که از خشک کردن آلو به دست می‌آید و در دو رنگ زرد و سیاه هستند.
برای تهیهٔ آن نخست آلو بخارائی را در آب کمی جوشانده می‌شود، سپس پس از خنک شدن پوست آن کنده شده و در آفتاب خشک می‌شود.

## خواص خوراکی
این خشکبار از نظر پتاسیم غنی بوده و در نتیجه برای کسانی که فشار خون بالا دارند، بسیار مناسب است. به علاوه، در آلو بخارا مقدار زیادی نیاسین، ویتامین آ و ویتامین ب۶ وجود دارد. همچنین در آلو بخارا، یک ماده شیمیایی به نام هیدروکسی فنیلی ساتین hydroxphenylisatin وجود دارد که موجب تحریک عضلات نرم روده بزرگ و کارایی بیشتر آن‌ها شده و در نتیجه، آلوی خشک شده به عنوان یک عامل ملین و از بین برنده یبوست شناخته می‌شود.